# Cerosora chrysosora
Cerosora chrysosora är en kantbräkenväxtart som först beskrevs av Bak., och fick sitt nu gällande namn av Karel Domin. Cerosora chrysosora ingår i släktet Cerosora och familjen Pteridaceae. Inga underarter finns listade.